# 天祖神社 (板橋区南常盤台)
天祖神社（てんそじんじゃ）は東京都板橋区の神社。地名を冠してときわ台天祖神社（ときわだいてんそじんじゃ）とも称される。

## 概要
創建年代は不明である。かつては「神明宮」という名称であり、氷川神社とともに上板橋村の鎮守であった。
大田南畝が書いた地誌『武江披砂』に「古杉老松を交えて大なる柊もあり、宮居のさまもわら葺きにて黒木の鳥居神さびたり」とあり、遠くから見ても森が鬱蒼と茂っていたという。
明治時代になり、「天祖神社」に改称された。
なお、現在の「常盤台」「南常盤台」という地名は、当社の森に由来している。

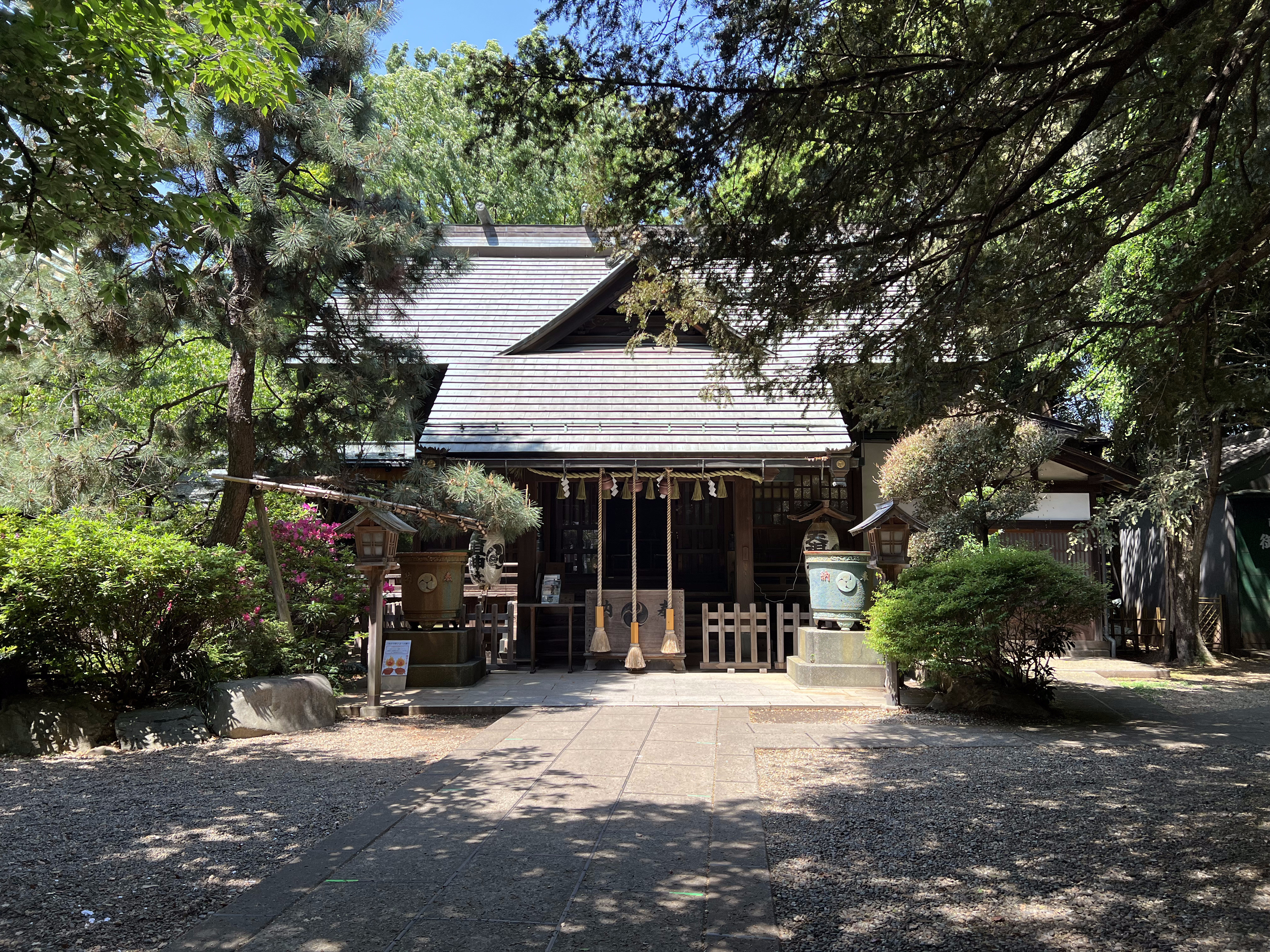
拝殿
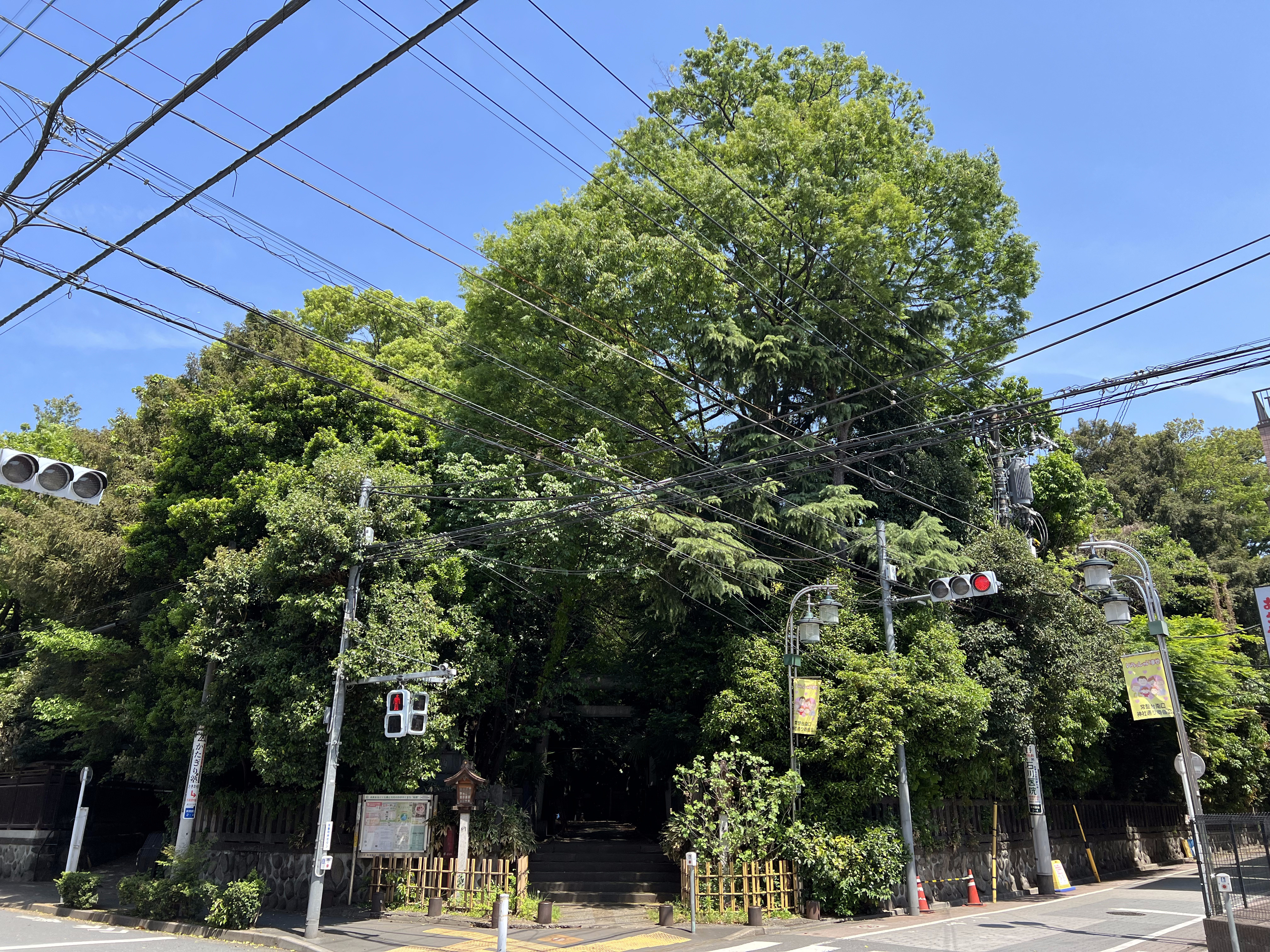
南側から見た茂み

## 摂末社
- 榛名神社
- 伊勢神社
- 日枝神社
- 月読神社
- 北野神社
- 稲荷神社

## 氏子区域
- 弥生町
- 東山町（旧上板橋村の字「台宿」の地域）
- 南常盤台1～2丁目（旧上板橋村の字「台宿」「原」の地域）
- 常盤台1～3丁目（旧上板橋村の字「向屋敷」「原」の地域）

## 交通アクセス
- ときわ台駅より徒歩1分[1]。

## 兼務社
天祖神社宮司の兼務社は以下の通り。
- 桜川御嶽神社